# ウィリアム・シルヴェスター・ハーレー
ウィリアム・シルヴェスター・ハーレー（英語:William Sylvester Harley、1880年12月29日 - 1943年9月18日）は、アメリカミルウォーキー出身の機械工学者。1903年に同国出身のアーサー・ダビッドソンらと共にオートバイ製造会社であるハーレーダビッドソンの創設者として名高い。
1907年にウィスコンシン大学マディソン校で機械工学の学位を修得し、1903年から亡くなる1943年までハーレーダビッドソンのチーフエンジニアを務めた。